# هنر دینی

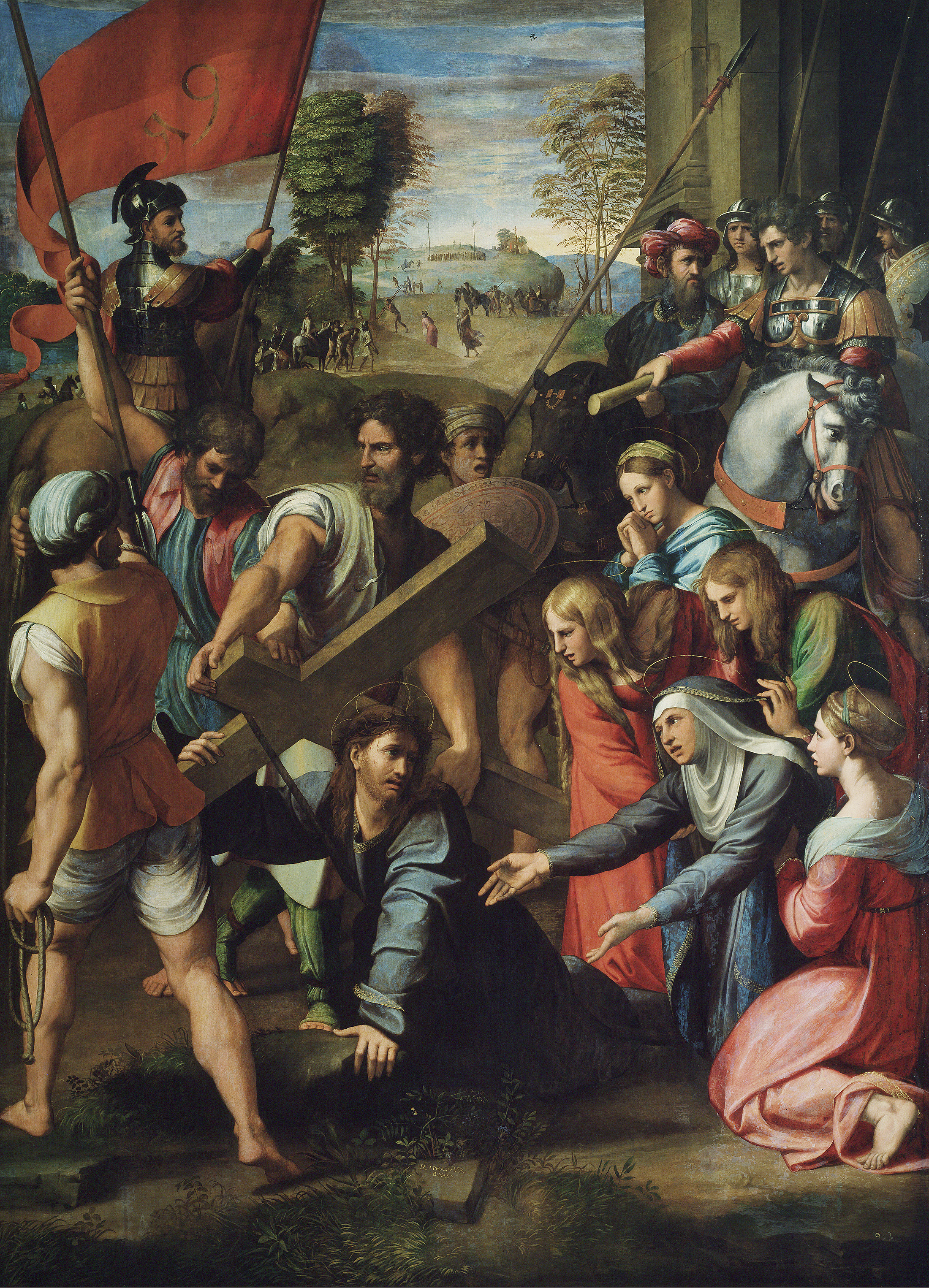
مصائب مسیح در مسیر گلگتا، نام اثری است در ژانر هنر دینی از رافائل به حوالی ۱۵۱۶ میلادی که آخرین ساعات زندگی عیسی مسیح را به تصویر کشیده‌است.

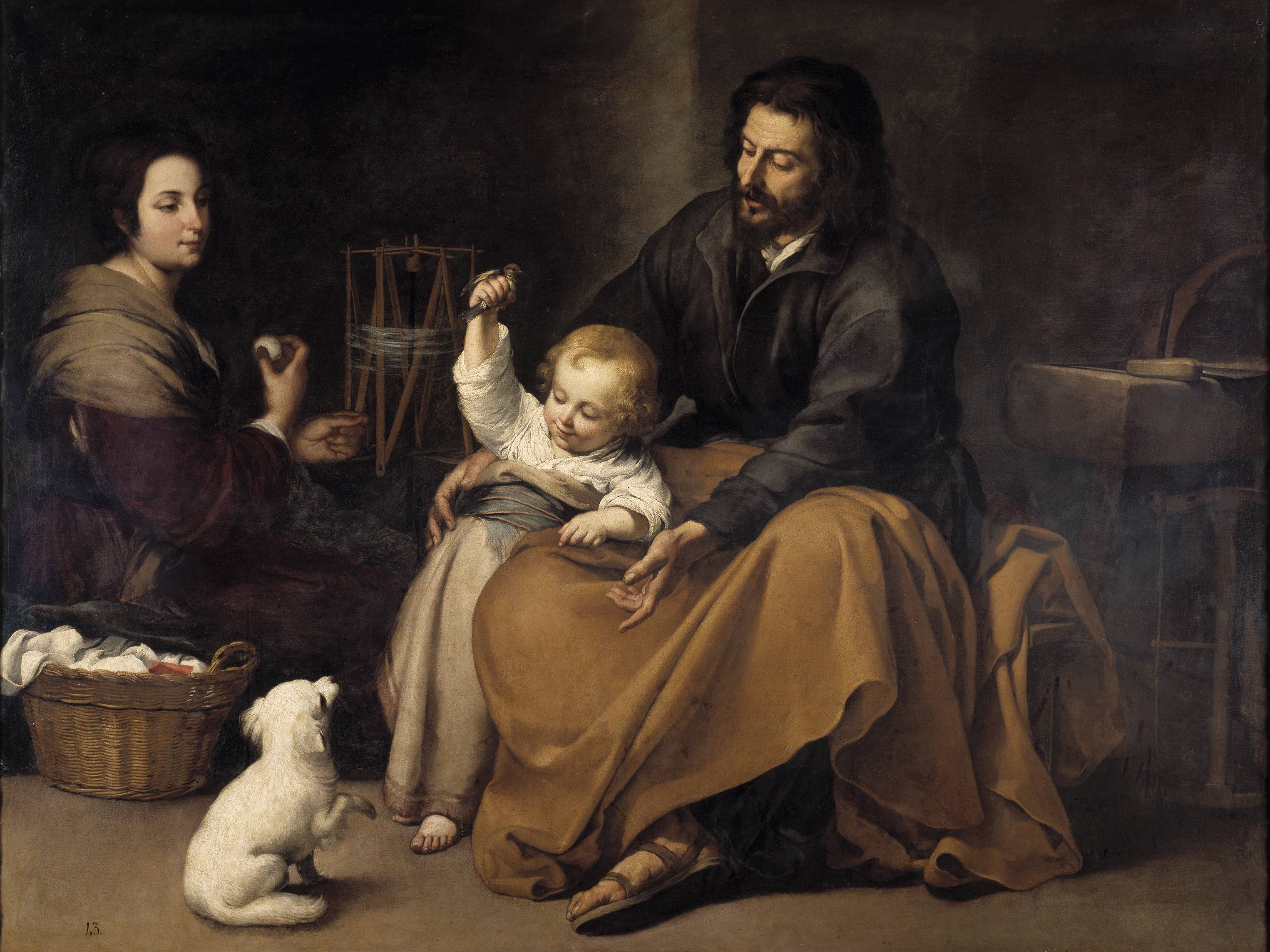
گنجشک و خانواده مقدس، نام اثری است در ژانر هنر دینی از بارتولومه استبان موریلو که در حوالی ۱۶۵۰ میلادی خلق شد. در این اثر، عیسی در شمایل یک کودک و در حالی که گنجشکی را در دست دارد و با سگی بازی می‌کند، در کنار مریم و یوسف نجار به تصویر کشیده‌شده است. این اثر اکنون در مالکیت موزه دل پرادو قرار دارد.

هنر دینی یا هنر مقدّس صنایع بدیع هنری است که از الهامات یا موتیف‌های مذهبی استفاده می‌کند و اغلب به منظور بالا کشیدن ذهن به سمت امور روحانی است. هنر مقدس با آیین‌ها و تشریفات اعتقادی و وجوه عملی و کرداری مسیر به حقیقت رسیدن روحانی در سنت مذهبی هنرمند همراه است.